# Madrid Arena
El Madrid Arena es un pabellón multiusos situado en la ciudad de Madrid, España, en el recinto ferial de la Casa de Campo, a pocos minutos del centro de la capital. Se construyó a partir del antiguo Rockódromo, con el objetivo de formar parte de unos hipotéticos Juegos Olímpicos en Madrid, siendo parte de las candidaturas Madrid 2012, Madrid 2016 y Madrid 2020. Gracias a su graderío enteramente retráctil, permite adaptar su aforo tanto en número como en configuración a usos diferentes: deportes, espectáculos o ferias. Estuvo patrocinado por Telefónica y quedó marcado por la tragedia sucedida en su interior el 1 de noviembre de 2012, cuando una avalancha en uno de sus pasillos durante un espectáculo del DJ Steve Aoki acabó provocando la muerte de cinco chicas, una de ellas menor de edad.

## Estructura y diseño
El Madrid Arena lo diseñó el Estudio Cano Lasso junto con Sara de la Mata Medrano y Myriam Abarca Corrales. Su ligera estructura pretensada, diseñada por Julio Martínez Calzón, se apoya sobre doce pares de pilares. Está conceptualmente concebida como un gran disco flotante que comprime y contiene el espacio.
El contraste entre dicha forma circular con las geometrías rectangulares propias de las gradas, recordó a los autores del proyecto a una serie de cuadros suprematistas de Malévich en los que el círculo violenta el borde cuadrado del lienzo. Se pretende así crear un juego espacial en la zona de vestíbulos que permita entender el edificio como una pieza arquitectónica sencilla, clara, directa y versátil.
Tiene un aforo máximo de 10 248 espectadores para partidos de baloncesto y 12 000 para combates de boxeo y una superficie de 30 000 m² y 11 000 m² de cubierta. La fachada está constituida por una doble curva de vidrio de transparencia variable que envuelve el edificio.

## Construcción

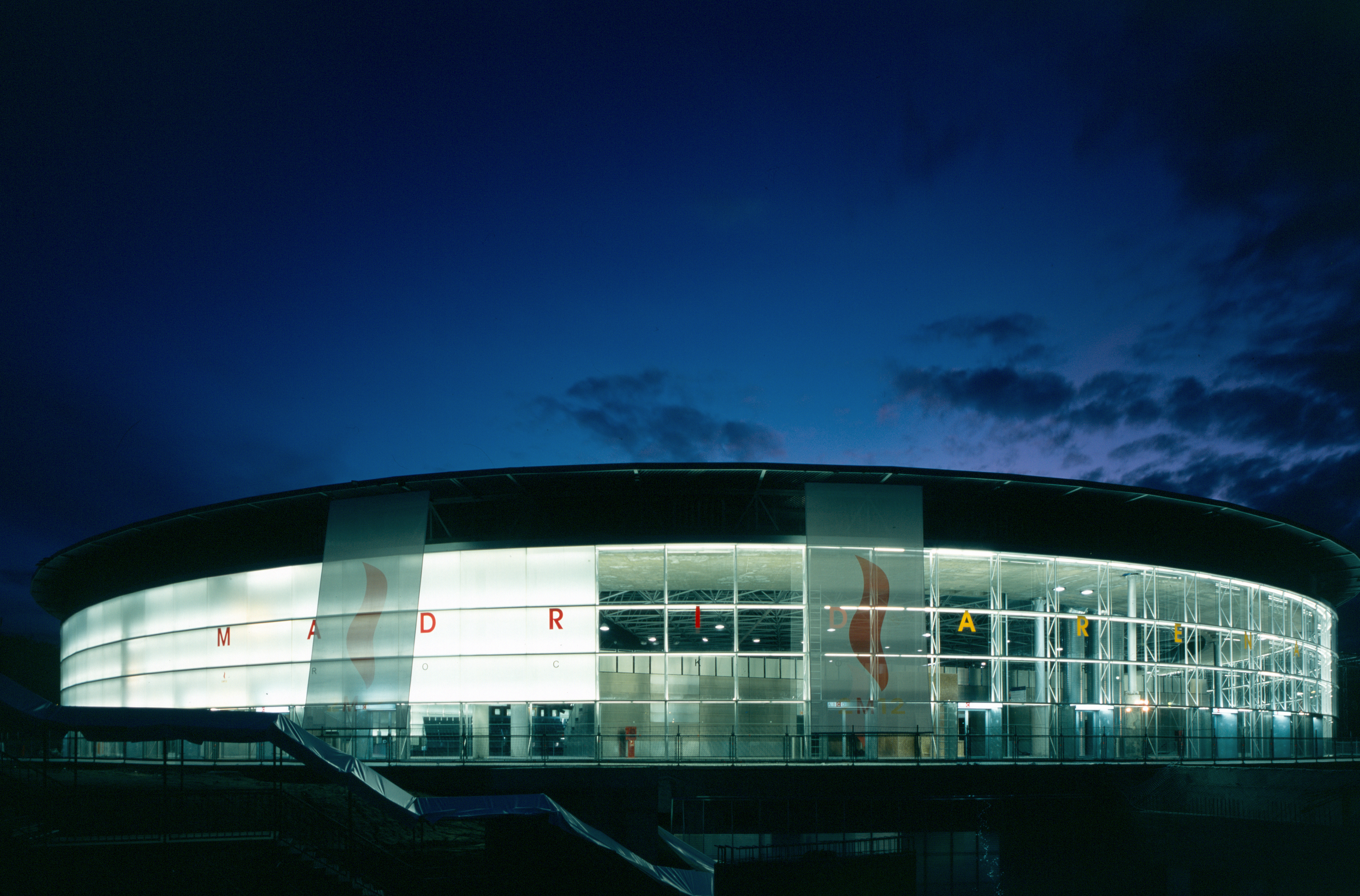
Fachada del Madrid Arena de noche.

Se construyó como parte de las instalaciones previstas para la candidatura olímpica Madrid 2012. Se preveía que albergara las competiciones de baloncesto. Su primera fase estuvo a punto en 2002, ampliándose el año siguiente.
Se distribuye en tres plantas (acceso, intermedia y baja). Su pista central varía de tamaño según la disposición de las ya citadas gradas retráctiles y de los usos a albergar.
El pabellón cuenta con un edificio satélite con una superficie de 2100 m².
Es propiedad del Ayuntamiento de Madrid y se encuentra gestionado por la empresa municipal Madrid Destino, sucesora de Madrid Espacios y Congresos, disuelta en 2013 con un agujero financiero de 336 millones de euros que fue asumido por su único accionista, también el Ayuntamiento de Madrid.
El edificio se proyectó parcialmente enterrado en su fachada suroeste, a fin de adaptarse a la orografía de la antigua vaguada sobre la que está construido, siguiendo así en ambos aspectos los modelos clásicos grecolatinos para este tipo de uso y edificación. Se libera hacia el noreste, formando una fachada en la que el alzado se manifiesta totalmente exento. El proyecto sufrió una modificación durante la ejecución de las obras. El motivo fue la cota de la cubierta, que no se quiso rebajar hasta nivel señalado en el proyecto, eligiéndose una superior a ella. Con el fin de que esta modificación de cota no variara las dimensiones-volumen del pabellón, no se excavó-vació hasta la cota definitiva, sino una intermedia.
El Pabellón consta de tres plantas, la de solera y dos plantas conformadas por un conjunto estructural prefabricado interior de 14 100 m² con una sobrecarga de uso de 15 kN/m² que permitirá en los usos de feria la circulación de camiones sobre la estructura. 
La cubierta, como toda tipología de edificio en el que se requiere gran luz (144 ventanas y un lucernario central que puede abrirse a la luz natural), diafanidad y versatilidad, es el elemento más característico e identificador, siendo además estructuralmente singular, con una tipología de “rueda de bicicleta”, que queda autoequilibrada mediante postesado. 
Está formada por una estructura mixta con un anillo exterior de hormigón armado comprimido, apoyado en 12 pares de pilares que se encuentran pilotados hasta atravesar el terreno aluvial de la vaguada y se empotran en el estrato competente. En dicho anillo de hormigón se apoyan 6 vigas armadas metálicas que convergen en un anillo hexagonal central traccionado de acero, dicho anillo se halla sustentado por 24 tirantes postesados anclados a éste y al anillo exterior que traccionan y comprimen a ambos respectivamente. De esta manera se obtiene una cubierta de aspecto plano, con una luz libre de 125 m. Secundariamente, un entramado triangulado de barras cilíndricas de acero unidas por esferas de fundición apoyado sobre las seis vigas definen la estructura espacial que conforma el entrevigado sobre la que se apoya una cubierta ligera tipo deck.
En dicha cubierta se pensaron hasta 188 puntos de los cuales se puede colgar 10 kN de carga puntual, lo que permite múltiples posibilidades escénicas.
Las fachadas se realizan mediante una estructura in situ de hormigón visto y un muro cortina de doble pared de vidrio con estructura metálica interna vista, la cual es independiente de la estructura de pilares que sostiene la cubierta y se encarga también de transmitir al terreno los esfuerzos horizontales de viento.
Los recintos interiores, independientes también de la estructura de la cubierta, se construyen con muros de hormigón encofrados a dos caras. Sobre estos muros y un conjunto de pilares prefabricados se apoya una estructura también prefabricada formada por vigas de hormigón pretensado con luces medias entre 8 y 12 m. Sobre ellas se colocan unas placas alveolares con capa de compresión de hormigón in situ.
El Pabellón auxiliar de planta rectangular y cubierta plana y tiene unas características estructurales similares a las de los recintos interiores.

## Sistema estructural y puesta en obra
La ejecución del proyecto y de cada uno de los elementos estructurales supuso una serie de subprocesos constructivos, de los cuales los más característicos son los siguientes:

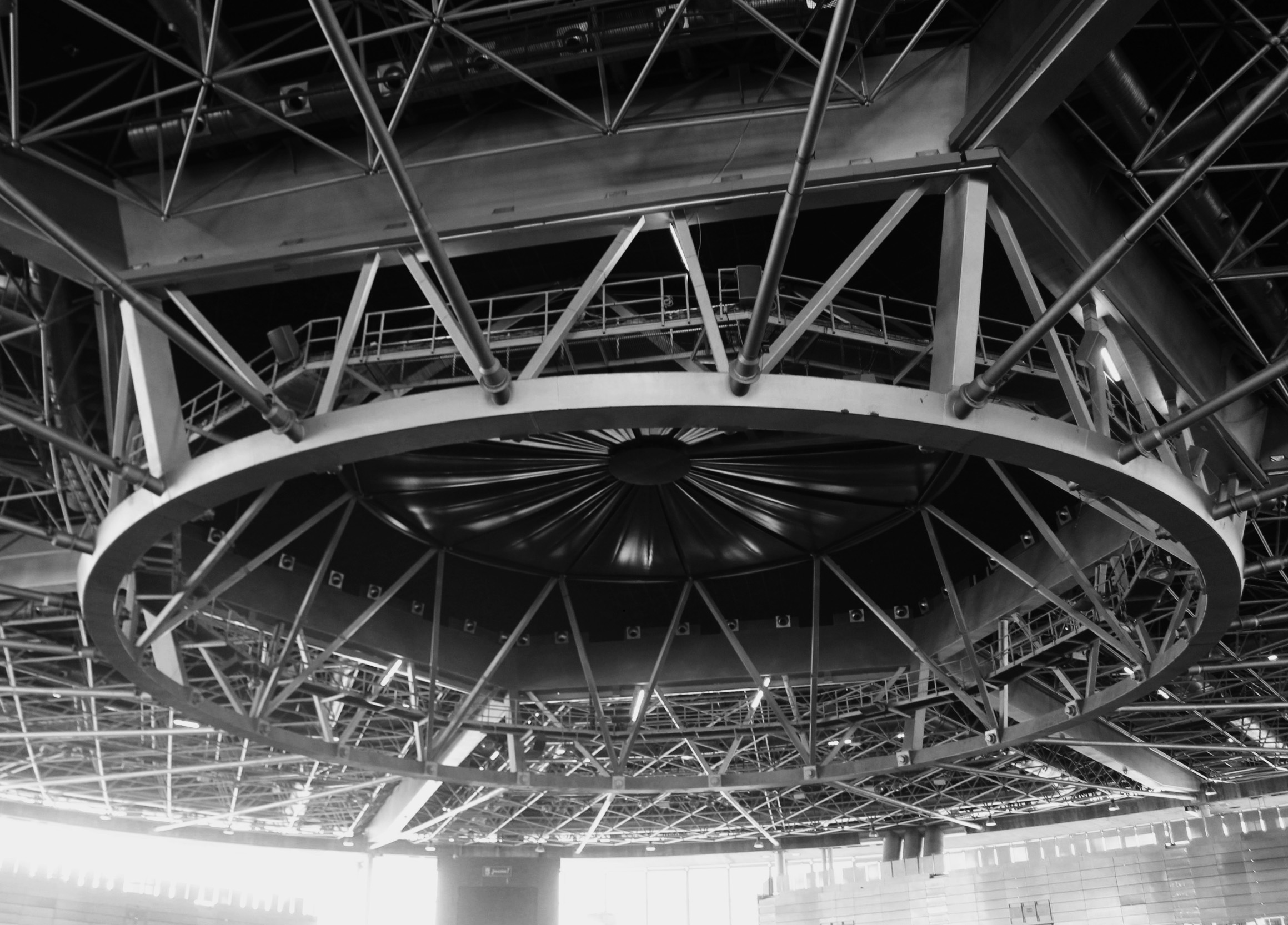
Cubierta: anillo de tracción

1. Ejecución de la cimentación. Posteriormente se construyen los pilares y el anillo exterior de hormigón. Se dejaron embebidos los 24 anclajes metálicos (activos) en el anillo exterior antes del hormigonado.
2. Se dispone el anillo de tracción inferior sobre 6 torres de apeo o cimbras, tras lo que se procedió a la ejecución de 24 cabezas de anclaje (pasivo), fabricadas en taller. Posteriormente los montantes y el anillo superior hexagonal a compresión formado por piezas armadas (L=16 m), así como la corona circular superior con montantes inclinados hasta el anillo inferior de tracción.
3. Colocación de las 6 vigas radiales (L=45 m), que en esta fase quedan biapoyadas (trabajando a flexión pura) en el anillo exterior de hormigón y en el anillo hexagonal, todavía apeado.
4. A continuación se elevaron, utilizando camiones grúa, las vainas que van de la cara interior del anillo de hormigón a la exterior metálica. La sustentación de la cubierta está formada por una estructura metálica apoyada en un anillo de hormigón y un sistema pretensado 24 cables, cada uno de 31 cordones de 0.6”.
5. Se procede al tesado de los cables en dos primeras fases de tesado unifilar, cable por cable, hasta alcanzar 750 y 1500 kN, respectivamente. Después, una última fase de tesado multifilar de todos los cables a la vez, de cada pareja de tirantes hasta una fuerza final por tirante de 2000 kN, fuerza definitiva en la primera fase de la obra. En todas las fases se tesaron simultáneamente los tirantes diametralmente opuestos para evitar desequilibrios importantes en la estructura, realizándose el control del tesado mediante manómetros calibrados.
6. Tras el tesado de los cables de los tirantes, estos pasaron a transmitir gran parte de la carga, inicialmente apoyada en las torres de apeo a los pilares y al anillo de hormigón, quedando las 6 grandes vigas superiores trabajando a flexo-compresión. El resto de la carga, un pequeño porcentaje del total, permanecía sobre las cimbras a la espera del desapeo y que con el descenso esperado, sería transmitida a los tirantes y a su vez soportada por los pilares. Para ello, se procedió a cargar 8 gatos, 2 por cada torre, no contando las dos correspondientes a los radios menores del óvalo, y ascender la estructura 2 cm. Quedaron así sin carga las dos torres anteriormente mencionadas y se pudo procederse a su desmontaje. Repitiendo periódicamente esta maniobra se logró descender el conjunto anillo hasta un máximo de 320 mm. Todo el conjunto de maniobra fue coordinado por una central hidráulica para que los gatos trabajasen conjuntamente y no hubiera descensos asimétricos. En el caso de que los 320 mm de holgura de que disponían las torres no hubiesen sido suficientes, se hubiera procedido a otra operación de desapeo con una nueva estructura auxiliar.
7. Una vez las cimbras quedaron liberadas y la carga de la estructura metálica fue absorbida por los tirantes y pilares, se procedió al desmontaje de las estructuras auxiliares de desapeo y posteriormente de las torres. *Los valores reales de descenso coincidieron con los cálculos previstos. El tiempo de la maniobra fue de seis horas.
8. El hecho de excavar hasta una cota intermedia a la proyectada inicialmente supuso el problema de que dos de los encepados quedaban a una altura intermedia en una de las zonas de accesos principales. Para solucionar este problema se pensó en cortar estos encepados y descenderlos hasta una posición en que no perturbaran la funcionalidad del edificio.
9. En último lugar, se realizó la estructura prefabricada de las zonas interiores del pabellón y la ejecución del muro cortina de la fachada, de 9 m de altura.[4]

## Usos
Desde 2002 hasta 2008, fue la sede del torneo de tenis Masters Series Madrid. El Club Baloncesto Estudiantes jugó sus partidos en el Madrid Arena desde la temporada 2005-2006 hasta la 2009-2010. El Real Madrid Baloncesto jugó un partido como local durante la temporada 2010-2011 (7 de noviembre de 2010) por estar ocupada su cancha habitual.
Fue una de las sedes del Eurobasket 2007 acogiendo partidos de la fase final del torneo. En julio de 2011 acogió las representaciones de la ópera de Olivier Messiaen San Francisco de Asís, correspondientes a la temporada del Teatro Real.

## Premios
El edificio ha sido objeto de diversos premios y reconocimientos, detallados a continuación:
- Mención en los XVII Premios de Arquitectura, Urbanismo y Obras Públicas del Ayuntamiento de Madrid de 2002.
- Finalista del Premio Construmat 2003 de Construcción. Barcelona. 2003.

## Transportes
Metro:
- Estación de Alto de Extremadura.
- Estación de Lago.

Autobuses: 31 33 36 39 65.

## Eventos celebrados en Madrid Arena

### Eventos deportivos

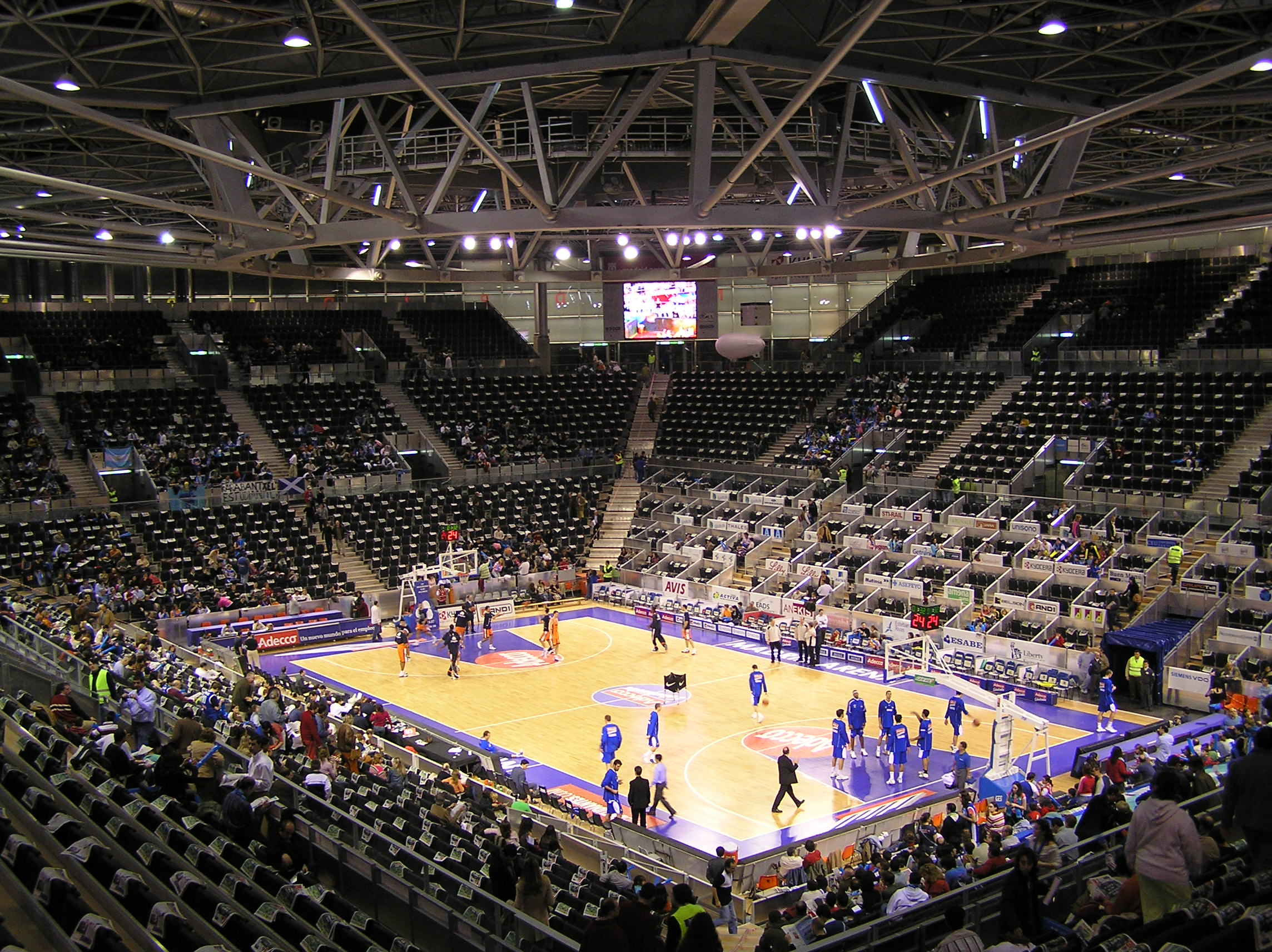
Interior del Madrid Arena (preliminares de un partido Estudiantes-Pamesa, 19 de noviembre de 2005).

- FIM: Prueba del Campeonato del Mundo de X-Trial 2022 (abril de 2022)
- World Padel Tour: Estrella Damm Madrid Open 2015 (septiembre de 2015)
- Feria y Competiciones de BodyBuilding, y otras pequeñas modalidades deportivas menos sonoras (anualmente desde de 2012, en octubre)
- Masters Series de Madrid (anualmente desde 2002 hasta 2008)
- Sony Ericsson WTA Tour Championships (noviembre de 2006)
- Campeonato Europeo de baloncesto de selecciones nacionales (septiembre de 2007)

### Eventos musicales
| - Raphael. - Green Day. - Franz Ferdinand. - Backstreet Boys. - Patito Feo. - Klubber's Day. - Festival Infinitamentegay. - James Blunt. - Alejandro Fernández. - Ana Torroja. - Violadores del Verso. - Tote King. - Klubber's Day. - La Oreja de Van Gogh. - Dover. | - Coti. - Marea. - La Renga. - Malú. - Pereza. - Spice Girls. - Klubber's Day. - Laura Pausini. - Festival Cultura Urbana. - Steve Aoki. - Mario Vaquerizo. - Jeans. - Ov7. - Kabah. - CD9. - Tini Stoessel |

### Eventos televisivos
- Ninja Warrior (2017-2018, Antena 3)

## Accidente de Halloween de 2012
El 1 de noviembre de 2012 a las 3:33 de la madrugada (hora local) se produjo un taponamiento durante una fiesta de música electrónica en la que se celebraba un concierto de Halloween, con el resultado de cinco jóvenes fallecidas (dos en el recinto, la tercera al llegar al hospital, la cuarta, menor de edad, a los 3 días y la quinta casi un mes después de estar en coma). Las cinco jóvenes fallecidas se llamaban María Teresa Alonso, Rocío Oña, Cristina Arce, Katia Esteban, y Belén Langdon. En un principio, el vicealcalde de Madrid Miguel Ángel Villanueva (que acabaría dimitiendo) señaló el lanzamiento de una bengala dentro del pabellón como posible causa, y negó que hubiera exceso de aforo. Finalmente esta hipótesis fue descartada ya que la bengala se encendió 20 minutos después de la avalancha mortal y la Policía acabó confirmando que había unas 16.791 personas en el recinto, cuando el aforo máximo estaba fijado en 10 600 personas.
A pesar del incidente, la fiesta continuó hasta las 06:30 (hora local), ya que la policía decidió no intervenir para evitar escenas de pánico o protestas que hubiesen devenido en una tragedia mayor.
Algunos medios de comunicación se apresuraron a afirmar que la empresa promotora del concierto (Diviertt S.L.) no podía alquilar el recinto porque tenía deudas con la Seguridad Social, si bien el alquiler es un negocio expresamente excluido de los requisitos de la Ley de Contratos del Sector Público. Por otra parte, algunos medios han afirmado que Madrid Arena nunca ha tenido licencia de apertura al no reunir los requisitos de seguridad. A este respecto tanto el Ayuntamiento como el Colegio de Arquitectos indicaron que la Ley del Suelo de la Comunidad de Madrid, en su artículo 151, permitía a los Ayuntamientos no tener que pedirse licencia a sí mismos, sin que eso supusiera que los edificios no cumplieran la normativa.

Por otra parte, el empresario de eventos y dueño de Diviertt Miguel Ángel Flores, el cual no fue a prisión en primera instancia por el pago de una fianza, también ha abierto en varias ocasiones la discoteca «Adraba» (anteriormente conocida como «Alcalá 20») sin licencia. Finalmente, obtuvo licencia para la sala en el Tribunal Superior de Justicia de Madrid, que obligaron al Ayuntamiento, que le exigía importantes mejoras de seguridad, a concederle licencia y permitir la apertura.

### Investigación del caso
Según la investigación policial y los medios de comunicación la principal causa fue el exceso de aforo en el recinto y los posteriores errores de actuación de los vigilantes privados en el interior del edificio y los errores de la policía en el exterior. Según diversas fuentes, la empresa promotora vendió entre 16.791 (según el conteo de las urnas donde se depositaban) y 22.000 entradas (según el informe de Policía Científica tras examinar los ordenadores de la empresa), cuando el recinto estaba preparado para acoger a un máximo de 10 600 personas.
Las pesquisas policiales revelaron que, además, miles de personas más podrían haber entrado por la reventa de las entradas que daban los asistentes a los porteros al entrar en el recinto, las cuales se descubrió que no estaban cortadas ni marcadas —técnica habitual para confirmar el uso de la entrada. Tras concluir la investigación del caso, el juez Eduardo López-Palop acordó abrir juicio oral para 2016 a Miguel Ángel Flores Gómez, dueño de Divertt (la empresa promotora) y 14 imputados más, incluido Emilio Monteagudo, el entonces inspector jefe de la Policía Municipal de Madrid, por considerarlos coautores de cinco delitos de homicidio por imprudencia grave y treinta delitos de lesiones; también se encontró como responsables civiles al Ayuntamiento de Madrid, cuya alcaldesa era Ana Botella, del Partido Popular, y las empresas Madridec, Diviertt, Grupo Seguriber y Kontrol 34.
En 2014, el nombre de Madrid Arena fue cambiado por el de Pabellón Multiusos I por la gestora de espacios públicos Madrid Destino, empresa municipal que sustituyó a Madrid Espacios y Congresos en esta labor.

## En la cultura popular
En 2015, se publicó la novela Aforo Completo, del escritor Saúl Cepeda Lezcano, que trabajó para el principal acusado del caso, Miguel Ángel Flores.  El libro describe numerosas conductas ilegales en las empresas de ocio nocturno que conducen a un desenlace similar al de la tragedia.